# 시리어스 샘 3: BFE
시리어스 샘 3: BFE(Serious Sam 3: BFE)는 크로아티아에 본사를 둔 인디 개발 스튜디오 크로팀이 개발하고 디볼버 디지털이 배급한 1인칭 슈팅 비디오 게임이다. 이것은 시리어스 샘 시리즈의 일부이자 2001년 비디오 게임 시리어스 샘의 전편이다. 이 게임은 더 퍼스트 인카운터(The First Encounter)에 암시된 대로 멘탈(Mental)이 지구를 침공하던 22세기 이집트를 배경으로 한다. 이 게임은 16인 온라인 플레이와 4인 분할 화면 협동 캠페인 모드를 제공한다. 이 게임은 2011년 11월 22일에 마이크로소프트 윈도우용으로 처음 출시되었다. 이 게임에 대한 OS X 지원은 곧 이어 2012년 4월 23일에 출시되었다. 게임의 리눅스 버전은 많은 요청을 받은 후 작업을 시작했다. 첫 번째 리눅스 관련 업데이트는 게임 전용 서버의 포팅이었다. 그러나 게임 자체는 밸브가 "Steam for Linux" 베타 브랜치를 오픈한 지 하루 만인 2012년 12월 20일에 출시되었다.